# Hermann Huber (Bergsteiger)
Hermann Huber (* 20. September 1930 in München; † 14. Dezember 2022) war ein deutscher Bergsportler und Unternehmer (SALEWA). Er entwickelte innovative Ausrüstungsgegenstände für den Bergsport. Sein Leitfaden Bergsteigen heute wurde fünfmal neu aufgelegt und erschien auch in mehreren Übersetzungen.

## Leben
Hermann Huber war einer von vier Söhnen Max Hubers, der selbst begeisterter Bergsteiger war. Er selbst begann mit dem Bergsteigen als Jugendlicher und stürzte als 13-Jähriger auf einer Solo-Klettertour am Hochstaufen erstmals ab. Da es in der ersten Nachkriegszeit noch keinen Schulbetrieb an Münchner Gymnasien gab, schickte ihn sein Vater am 1. Oktober 1945 bei SALEWA in der Münchner Thalkirchner Straße 47 in die Lehre zum Industriekaufmann. Zu dieser Zeit war SALEWA noch vorwiegend ein Sattler- und Lederwarenunternehmen.

### Aktiver Bergsport
Um 1947 begann er mit dem Klettern. Huber verbuchte bald schwierigste Klettertouren, zunächst in den nördlichen Kalkalpen, z. B. alle Laliderer-klassiker, und in den frühen 1950ern auch in Italien und Frankreich. 1954 gelang ihm die Erstbegehung der 800 Meter hohen Torwand/Nordwand des Kuhkopfs im Karwendel. Hinzu kamen ab 1955 bis heute zahlreiche Klettertouren und Expeditionen weltweit. Er zählt zu den ersten Münchner Extremkletterern und war bis ins höchste Alter aktiv.
Huber und Pit Schubert (Leiter des Sicherheitskreises im DAV) berieten sich gegenseitig umfassend und über viele Jahre hinweg über Ausrüstung und Sicherheit.

### Unternehmenstätigkeit
In seinem Lehrbetrieb stieg Huber im Laufe der Jahre bis zum Geschäftsführer auf und prägte den Wandel des Unternehmens zum Bergsportausrüster maßgeblich mit. Unter anderem ließ er persönliche Erfahrungen aus dem Bergsport als Ausrüstungs(mit)entwickler einfließen. Einige seiner Erfindungen veränderten den Bergsport maßgeblich.
Der Rucksack für seine Erstbesteigungen und -begehungen der Cordillera Blanca und der Cordillera Raura, den er 1955 selbst entwarf und in der betriebseigenen Rucksacknäherei fertigte, wurde bei SALEWA zehn Jahre lang in modifizierter Form als Modell „Anden“ im Programm geführt und entwickelte sich zum Verkaufsschlager. 1956 wurde er Verkaufsleiter im Unternehmen und war ab 1960 als Prokurist tätig. Sein 1962 entwickeltes gestanztes statt handgeschmiedetes „Universal Steigeisen“ verkaufte sich 350.000 Mal. 1964 entwickelte er die erste Rohr-Eisschraube. Sie verkaufte sich 100.000 Mal. Nennenswert sind auch sein „Hiebeler-Halbtonnen“-Biwak-Zelt (1969) mit Glasfasergestänge und seine Mitte der 1970er Jahre entwickelten Hohlkarabinerhaken. Von 1972 bis zu seinem stufenweisen Ruhestand ab 1988 leitete er das Unternehmen als Geschäftsführer und trug auch als technischer Leiter wesentlich zur Bekanntheit des Unternehmens bei.

### DAV-Tätigkeit
Huber war Gründungsmitglied des Sicherheitskreises des Deutschen Alpenvereins (DAV), der 1968 nach einem Unfall in der Hochferner-Nordwand gegründet wurde, bei dem zwei erfahrene Bergsteiger tödlich verunglückten.

### Autorentätigkeit
- Bergsteigen heute. Ein Leitfaden für die Praxis. Verlag Friedrich Bruckmann, Frankfurt am Main 1967.[12]

Das Buch wurde von 1971 bis 1981 in München vom Bruckmann Verlag fünfmal in überarbeiteter und erweiterter Fassung neu aufgelegt. In russischer Übersetzung (Alpinizm sewodnja; russisch Альпинизм сегодня) erschien es (1980) beim Moskauer Verlag Fizkultura i Sport (Физкультура и спорт), in zwei japanischen Auflagen (japanisch 現代登山技術) (1977 und 1983) bei Yama-Kei Publishers (山と溪谷社) und in spanischer Übersetzung (El alpinismo, hoy) beim katalanischen Verlag Editorial Planeta (1983). Das Buch wurde unter anderem 1973 in der bibliothekarischen Fachzeitschrift. Buch und Bibliothek besprochen.
Privat veröffentlichte Huber einige Jahre lang auf seiner Website sein Tagebuch „Wege & Weggefährten“.

## Privates
Hermann Huber war seit 1956 verheiratet, seine Frau ist 2017 verstorben, die beiden Söhne leben im Ausland. Er starb am 14. Dezember 2022 im Alter von 92 Jahren.

## Auszeichnungen
2006 wurde Huber von der Münchner Alpenvereinsektion Alpenklub Berggeist (AKB) mit dem „Berggeist des Jahres“ ausgezeichnet, den im Vorjahr erstmals Hermann Magerer erhielt.